# Station Kalwaria Zebrzydowska Lanckorona
Station Kalwaria Zebrzydowska Lanckorona is een spoorwegstation in de Poolse plaats Kalwaria Zebrzydowska.